# Program Viking
Program Viking – seria dwóch amerykańskich próbników kosmicznych Viking 1 i Viking 2, przeznaczonych do badań Marsa.

## Przygotowania do misji
Start Vikingów przewidywano pierwotnie na lato 1973 roku. Prawidłowe przygotowanie misji na podstawie wyników Marinera 9 wymagało odpowiednio długiego czasu. Wiązało się to również z koniecznością przygotowania nowej rakiety nośnej. Był to statek złożony z istniejących już członów, lecz nigdy dotychczas niestosowanych łącznie – Titan-Centaur. Pierwsze próby tego zestawu w locie odbyły się dopiero pod koniec 1972 roku. Dlatego start Vikingów przełożono na rok 1975. Pewnym miernikiem złożoności misji Vikingów była ich masa, odzwierciedlająca konieczność wykonania coraz trudniejszych zadań. Dla porównania Mariner 4 – masa 201 kg, Mariner 6 i 7 – po 413 kg, Mariner 9 – około 1000 kg. Masy Vikinga 1 i 2 wynosiły po około 3500 kg, przy czym na lądownik przypadało ponad 1100 kg, a na orbiter – 2330 kg.

## Zadania misji
Najważniejszym zadaniem programu misji Vikingów były próby wykrycia życia na Czerwonej Planecie lub przynajmniej jego śladów czy pozostałości. Kierownikiem zespołu opracowującego aparaturę do badań biologicznych był Wolf Vishniac, konstruktor pułapki Wolfa. Eksperymenty biologiczne były dostosowane do prymitywnych postaci życia. Zgodnie z programem przeprowadzono badania o trojakim charakterze:
- test fizjologiczny dostosowany do postaci życia podobnych do ziemskich;
- analizę organiczną, celem stwierdzenia występowania związków chemicznych, związanych z działalnością organizmów żywych;
- pomiary ciśnienia i temperatury atmosfery, w celu przekonania się do podtrzymania życia(w rozumieniu ziemskim) i jego rozwoju.
Aby przygotować właściwy program badań i aparaturą potrzebną do prawidłowego jego wykonania, utworzono odpowiednie zespoły. Osiem z nich zajmowało się urządzeniami lądowników. Zespołami kierowali i brali w nich udział wybitni uczeni, m.in. trzej laureaci Nagrody Nobla: Melvin Calvin, Harold Urey i Joshua Lederberg.

Zespoły te zajęły się następującymi zagadnieniami:
- nauką o wtargnięciu w atmosferę
- otrzymywaniem obrazów
- meteorologią
- analizą cząstkową
- biologią
- łącznością
- sejsmologią
- fotometrią nadfioletu.

## Wyjałowienie próbników
W związku z tym że nie wolno było dopuścić do skażenia powierzchni Marsa ustalono surowe warunki odnośnie do jałowości próbników, zwłaszcza tych ich części, które miały dotrzeć do powierzchni. Orbiter zmontowano w warunkach wyjątkowej czystości, lecz nie był on specjalnie wyjałowiony. Lądownik zamknięto w specjalnym pojemniku biologicznym i przebywał w nim do chwili znalezienia się na orbicie Marsa. Przed wysyłką pojemnik z lądownikiem umieszczono w piecu i gorący azot krążył między podwójnymi ściankami tego pojemnika przez około 30 godzin (temperatura 398 K). Hydrazyna jako środek odkażający nie musiała być poddana sterylizacji. Przyrządy lądowników musiały być również odporne na działanie promieniowania ogniw izotopowych, stanowiących źródło energii elektrycznej.

## Wyniki misji
Sondy Viking przekazały kilka tysięcy zdjęć Marsa i jego satelitów, dokonały pomiarów kartograficznych oraz przekazały informacje o rzeźbie powierzchni planety, umożliwiły sporządzenie mapy termicznej oraz mapy zawartości pary wodnej. Przebadały skład chemiczny i warunki fizyczne w atmosferze Marsa, badały skład chemiczny i właściwości mechaniczne gruntu. Zrealizowały pomiary meteorologiczne oraz obserwacje czap polarnych. Wykonały serię eksperymentów dotyczących sprawdzenia możliwości przebiegu fotosyntezy, występowania metabolizmu oraz wyzwalania gazów, będących próbą weryfikacji hipotezy występowania życia organicznego, jednak nie doprowadziły one do wykrycia oznak życia na tej planecie. Aparatura orbiterów ułatwiła wybór miejsca lądowania członów lądujących. Prócz tego umożliwiła nadzór nad obszarem, na który opadał lądownik, a także stanowiła stację przekaźnikową, retransmitując dane z powierzchni Marsa na Ziemię.